# Marcus Sendlinger
Marcus Sendlinger (* 1967 in Königstein im Taunus, Hessen, Deutschland) ist ein deutscher, interdisziplinär arbeitender Künstler, Maler, Musiker, Bildhauer, Schrauber und Kurator. Er lebt und arbeitet in Berlin und Brandenburg.

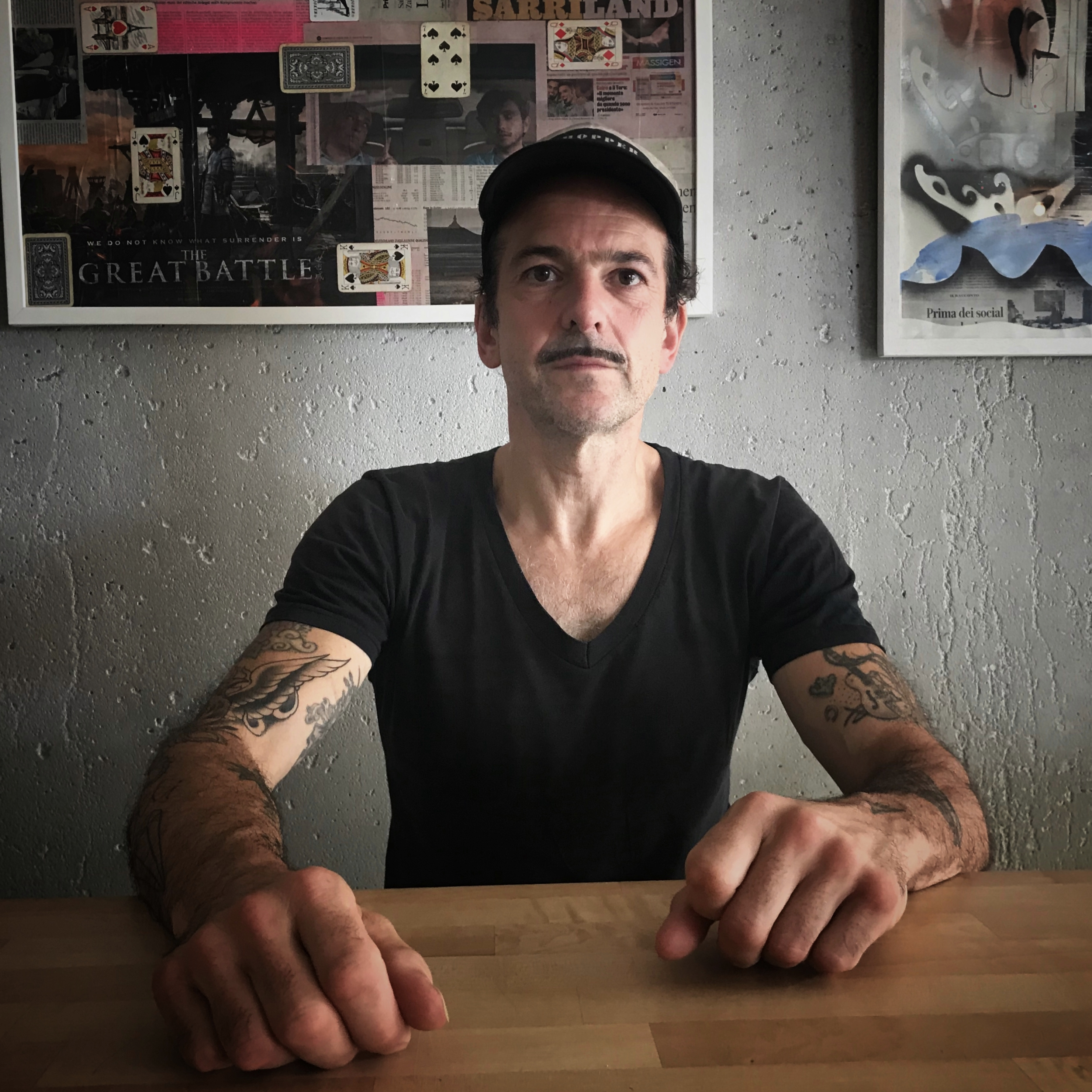
Marcus Sendlinger fotografiert von Gregor Hutz

## Leben
Marcus Sendlinger wurde in Königstein im Taunus geboren und wuchs in Hessen auf. Von 1992 bis 1997 studierte er Malerei, Zeichnung und Druckgraphik an der HfG Offenbach/M. Kunsthochschule. Des Weiteren absolvierte er 1992 ein Gaststudium an der Staatlichen Hochschule der bildenden Künste, Saar, Saarbrücken. Von 2009 bis 2010 war er künstlerischer Mitarbeiter und Lehrbeauftragter am Institut für Architektur Abt. Kunst, TU Berlin tätig. 2014 leitete er Blockseminare zur Malerei (Meisterklassen) an der HFG Offenbach/M. und 2016 an der Herron School of Art and Design, Indiana State University, Indianapolis, U.S.A.
Zusätzlich zu seiner eigenen künstlerischen Arbeit setzt sich Marcus Sendlinger von Anbeginn für einen grenzübergreifenden gesellschaftlichen und institutionellen Dialog ein. Unter anderen konzipierte er zu diesem Zweck die Wanderausstellung und Gruppenschau ALPTRAUM, die sich mit Angst und Ängsten auseinandersetzten. Und auch mit seinem Kunst-Projekt THE FARM & DISTILLERY (ehemals RAE (Real Art Estate) Farm & Distillery) treibt er den aktuell drängenden, künstlerischen, sozialen und kulturellen Dialog voran und fördert einen internationalen Austausch (siehe auch Kuratierte Projekte).
Marcus Sendlinger lebt seit 1997 in Berlin und arbeitet seit 2015 auf THE FARM & DISTILLERY, Lentzke bei Fehrbellin in Brandenburg.

## Werk
Sendlinger beschäftigt sich in seinen künstlerischen Arbeiten mit dem urbanen Leben, ihren Abgründen und deren Schönheit. Er collagiert, mixt und abstrahiert Fundstücke und rekontextualisiert so zivilisatorische Phänomene. Mit seinen Arbeiten bewegt er sich zwischen urbanen Traumata und oszillierenden Welten. Sie dokumentieren den vibrierenden Puls des Informationszeitalters sowie die nervöse Rastlosigkeit der Menschen in den Großstädten. (Friederike Nymphius, Kuratorin, Berlin, 2009).
Diese Dokumentation lässt sich dabei nicht nur in Sendlingers Großformaten, Reise-Collagen oder Skulpturen ablesen, sondern auch in seinen Musik- und Fahrzeugprojekten, die eine Art Bestandsaufnahme der unmittelbaren Umgebung sind.

## Soloausstellungen (Auswahl)
- Phantom Ride, Galerie Melike Bilir, Hamburg, Deutschland (2020)
- Desert Trail, La Estacion Arte Contemporanea, Chihuahua, Mexiko (2020)
- Road Trip to Lüneburg, Kunsthalle der Sparkassenstiftung Lüneburg, KulturBäckerei, Lüneburg, Deutschland (2018)
- Road Trip to Hamburg, Polarraum für Kunst der Gegenwart, Hamburg, Deutschland (2017)
- Desert Drive, Kunstverein Heppenheim, Deutschland (2014)
- Chopper Shop, Galerie Patrick Ebensperger, Berlin, Deutschland (2013)
- White Paintings, Galerie Richard, Paris, Frankreich (2008)
- Spacial Disorientation, Galerie Jette Rudolph, Berlin, Deutschland (2005)
- Pathfinder, Galerie Jette Rudolph, Berlin, Deutschland (2004)
- Eat My Dust, Galerie Jette Rudolph, Berlin, Deutschland (2002)
- Liners and Fields, Galerie Helmut Pabst, Frankfurt am Main, Deutschland (2001)
- Ground Zero, Galerie Jette Rudolph, Berlin, Deutschland (2001)

## Gruppenausstellungen (Auswahl)
- X-MAS BALKAN PEITSCHE, (MS Peitsche, Marcus Sendlinger & Melanie Sapina), Kunstverein Heppenheim, Deutschland (2022)
- Wall of Sound, Lage - Egal, curatorial projects, Berlin, Deutschland (2022)
- I Thought I Was An Alien, Polarraum for contemporary art, Hamburg, Deutschland (2022)
- A Road Trip to the Front Yard of Europe, (MS Peitsche, Marcus Sendlinger & Melanie Sapina), Städtische Galerie Gjilan (Galeria e Qytetit-Gjilan), Kosovo (2022)
- Phantom Ride installation (5), eye square kunsthalle, Berlin, Deutschland (2021)
- NOMAD, Phantom Ride installation (3), TAM Torrance Art Museum / Medical Building, Torrance, Kalifornien, USA (2021)
- Death Cult: Skulls, motorcycles and a moment of impact, TAM Torrance Art Museum, Torrance, Kalifornien, USA (2020)
- Abstraktion und Wirklichkeit - Painting in Financial Times, Poolhaus-Blankenese Stiftung, Hamburg, Deutschland (2019)
- Road Trip(ping), Fine Art Complex 1101, Tempe, Arizona, USA (2019)
- Mit Verkohltem wollte ich Deinen Schatten halten, Kunstverein Hechingen, Hechingen, Deutschland (2018)
- Black Box, Kunsthalle der Sparkassenstiftung Lüneburg, KulturBäckerei, Lüneburg, Deutschland (2018)
- Berlin-Klondyke, UGM Maribor Art Gallery, Maribor, Slowenien (2017)
- Coincidence and Reference, Museum Villa Seitz, Schwäbisch Gmünd, Deutschland (2017)
- Doppelganger, TAM Torrance Art Museum, Torrance, Kalifornien, USA (2016)
- SNAFU II, Kunstverein Neckar-Odenwald, Kulturforum Buchen, Deutschland (2015)
- Hausbesetzung, NKV Nassauischer Kunstverein Wiesbaden, Wiesbaden, Deutschland (2014)
- Der schwarze Hund, gfjk Gesellschaft der Freunde junger Kunst, Baden-Baden, Deutschland (2014)
- Freie Sicht, NKV Nassauischer Kunstverein Wiesbaden, Wiesbaden, Deutschland (2013)
- Hors Frontières - Abstractions, Galerie Richard, Paris, Frankreich (2013)
- Edge of Abstraction No. 1, KunstHalle Frisch, Berlin, Deutschland (2012)
- Y Picasso cogió su iPad, Galeria Trama, Barcelona, Spanien (2012)
- TRAILER, Galerie Patrick Ebensperger, Berlin, Deutschland (2011)
- Berlin-Klondyke, ODD Gallery, Dawson City, Yukon, Kanada (2011)
- Search and Destroy, Mikael Andersen Galerie, Berlin, Deutschland (2011)
- CHOP SHOP, Autocenter space for contemporary art, Berlin, Deutschland (2010)
- Berlin Box, C.C.A. Gallery, Centro Cultural Andratx, Mallorca, Spanien, (2010)
- zeigen. eine audiotour durch berlin von karin sander, Temporäre Kunsthalle Berlin, Berlin, Deutschland (2009)
- Alles, Die Sammlung Columbus, Kunsthalle Ravensburg, Ravensburg, Deutschland (2008)
- GestalteCreate, MAK Museum für Angewandte Kunst, Frankfurt am Main, Deutschland (2007)
- German Export, MAC Modern and Contemporary Art Gallery, Istanbul, Türkei (2007)
- Drawn In, TAM Torrance Art Museum, Torrance, Kalifornien, USA (2007)
- Take Care, [Kunsthaus Hamburg], Hamburg, Deutschland (2004)
- CROSSROADS, Mannheimer Kunstverein, Mannheim, Deutschland (2003)
- Wheeling, POST Gallery, Los Angeles, Kalifornien, USA (2003)
- SALOON, Gartner´s Galerie, Frankfurt am Main, Deutschland (1994)

## Musikprojekte (Auswahl)
- Black Desert Trail, Mitglieder: Marcus Sendlinger, Gitarre; „Tino“ Constantin von Twickel, Schlagzeug; Robin Sendlinger, Gesang (seit 2019)
- RAE Services, Mitglieder: Marcus Sendlinger, Gitarre; Li Alin, Gesang (2015–2018)
- The B-Men, Mitglieder: Marcus Sendlinger, Gitarre; Marc Bijl, Bass; Andreas Schlaegel, Schlagzeug; Manfred Peckl, Gesang (2008–2014)

(Konzerte - Auswahl)
- dOCUMENTA 13, Kassel[2] (1 Tag bei Critical Art Ensemble) (2013)
- „Nur was nicht ist ist möglich“ Museum Folkwang, Essen (2013)
- „Alptraum performance“ Blank projects, Kapstadt, Südafrika (2011)
- „Search & Destroy“ Galerie Mikael Andersen, Berlin, Deutschland (2011)

### Tonträger
- The B-Men, LP, Sick Fuck Records (2010)
- To Be Or Not, The B-Men, CD, Sick Fuck Records (2014)

Film music
The B-Men, Musik für den Spielfilm Headshots,  Regie: Lawrence Tooley (USA), AskimAskim Film, Deutschland (2010)

## Kuratierte Projekte (Auswahl)

### Alptraum
Die 2010 von dem Künstler Marcus Sendlinger ins Leben gerufene Wanderausstellung reflektiert künstlerische, soziale und kulturelle Umstände, die sich mit Angst und Ängsten auseinandersetzten. Inhaltliche Inspirationsquelle und Namensgeber der Wanderausstellung ALPTRAUM waren die Gemälde des Schweizer Künstlers Johann Heinrich Füssli (1741 Zürich - 1825 London); im Speziellen das Gemälde „Der Nachtmahr“ (1782). Die zu den wichtigsten Werken der schwarzen Romantik gehörende Arbeit setzt sich mit unseren verängstigenden Träumen, Visionen und persönlichen Dämonen auseinander. In der von Sendlinger initiierten Gruppenschau findet diese Auseinandersetzung ihre kontemporäre Fortsetzung. Mit bisher über 280 gezeigten Künstlerinnen aus über 21 Ländern und an über 17 Ausstellungsorten, verbindet die künstler-kuratierte Gruppenschau Künstler und Institutionen aus aller Welt - und wird so zu einem niemals endenden Alptraum.

#### Stationen der Wanderausstellung ALPTRAUM
| Jahr | Institution (Auswahl)                                                                                                | Ort                                                                                                 |
| ---- | --- | --------------------------------------------------------------------------------------------------- |
| 2023 | - Polarraum, space for contemporary art                                                                              | - Hamburg (Hamburg) / Deutschland                                                                   |
| 2020 | - TAM Torrance Art Museum                                                                                            | - Torrance (Kalifornien) / USA                                                                      |
| 2019 | - Fine Art Complex 1101 - La Estaticon Arte Contemporanea                                                            | - Tempe (Arizona) / USA - Chihuahua (Chihuahua) / Mexiko                                            |
| 2017 | - RAE space for contemporary art                                                                                     | - Berlin (Berlin) / Deutschland                                                                     |
| 2015 | - Visual Voice Gallery -(Alptraum Selection, Tales From Darkness) Sunaparanta Goa Centre of the Arts -Salon de Lirio | Montréal (Québec) / Kanada Panjim (Goa) / Indien Velim, Saclete (Goa) / Indien                      |
| 2014 | UGM Maribor Art Gallery                                                                                              | Maribor / Slowenien                                                                                 |
| 2013 | artspace Rhein-Main, Halle für zeitgenössische Kunst                                                                 | Offenbach am Main (Hessen) Deutschland                                                              |
| 2012 | X project space Goethe-Institut Green Papaya Art Projects                                                            | Berlin (Berlin) / Deutschland Johannesburg / Südafrika Quezon City / Philippinen                    |
| 2011 | Projektraum des Deutschen Künstlerbunds e.V. blank projects CELL project space The Company                           | Berlin (Berlin) / Deutschland Kapstadt / Südafrika London / England Los Angeles (Kalifornien) / USA |
| 2010 | The Transformer | Washington D.C. / USA                                                                               |

### The Farm & Destillery
Der 2015 initiierte Ort THE FARM & DISTILLERY (vormals RAE FARM & DISTILLERY) ist ein Experimentierfeld der künstlerischen Theorie und Praxis, an dem Kunst- und Kulturschaffende aus aller Welt zusammenfinden. Hier gibt es Ateliers, die zum Kunstschaffen genutzt werden.

#### Aktivitäten (Auswahl)
- THE FARM & DISTILLERY at THE OTHERS art fair, Turin, Italien, (2021)
- THE FARM & DISTILLERY at QIPOFAIR 02, Mexiko-Stadt, Mexiko, (2020)
- THE FARM & DISTILLERY at QIPO 01, Mexiko-Stadt, Mexiko, (2019)
- Cosmic Debris, Lentzke (Brandenburg), Deutschland (2017)
- CART, Classic Cars Meet Contemporary Art, Lentzke (Brandenburg), Deutschland (2017)

### Wheeling
Die Wanderausstellung (2002–2004) zeigt Arbeiten zum Thema Motorrad und Fortbewegung und verknüpft die motorisierte Leidenschaft und das künstlerische Schaffen von Künstlern wie Olivier Mosset, Grayson Perry, Johannes Hüppi, Max Slevogt, Lovis Corinth.

### Ausstellungen
- CELL project space, London / England
- POST Gallery, Los Angeles (Kalifornien) / USA
- Ausstellungsraum Natalie de Ligt, Frankfurt am Main (Hessen) / Deutschland
- Galerie Jette Rudolph, Berlin (Berlin) / Deutschland

## Ehrenamtliche Tätigkeiten
- Vorstandsmitglied, Deutscher Künstlerbund (2012–2016)
- Vorstandsmitglied, IGBK (2012–2014)